# 越川橋梁

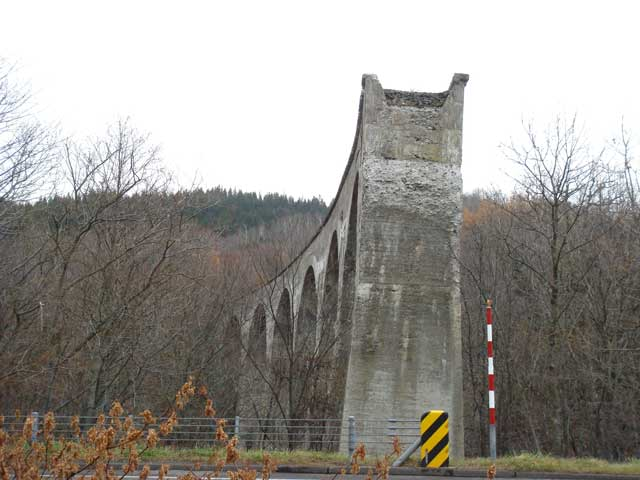
越川橋梁（国道244号上から撮影）

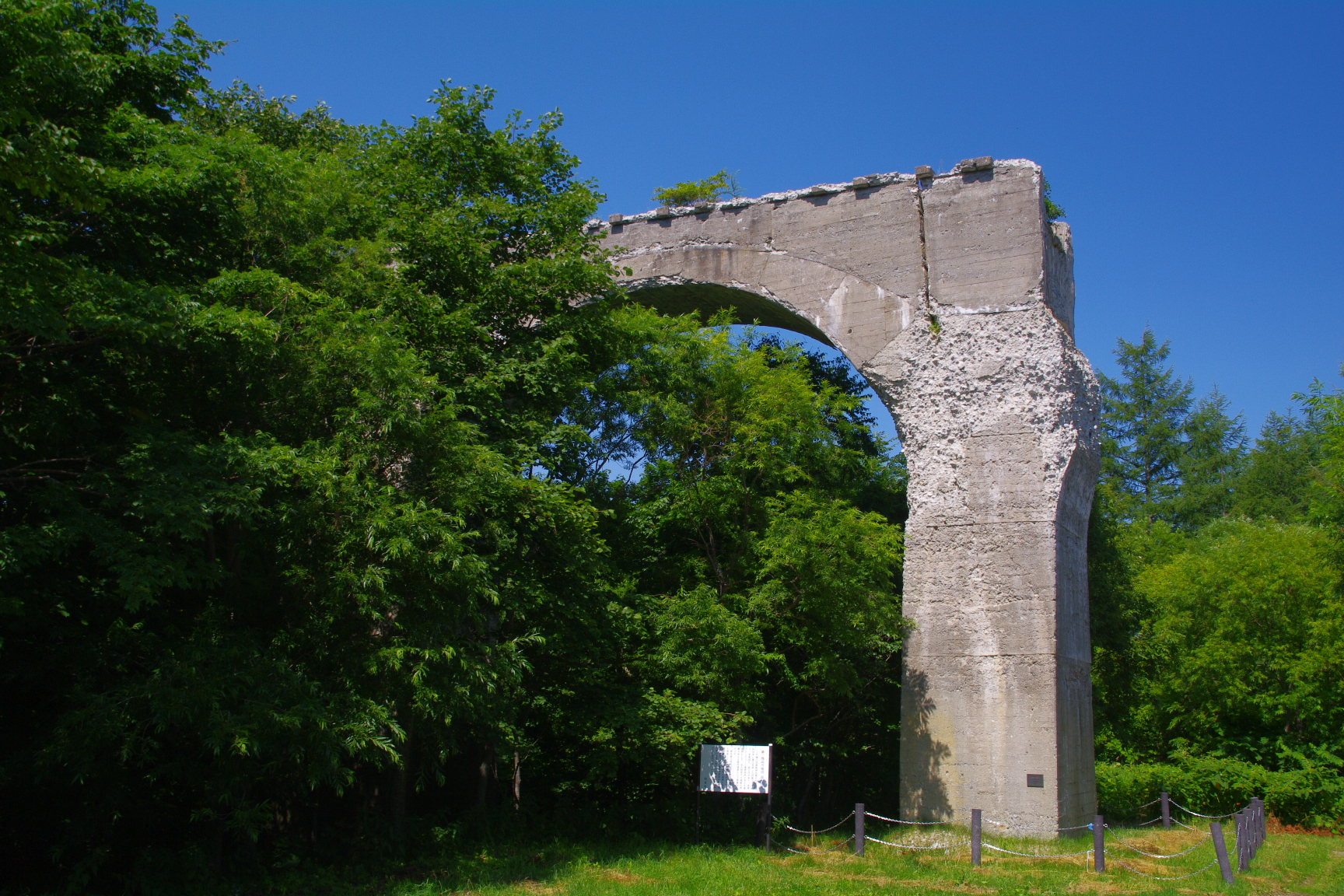
反対側の様子

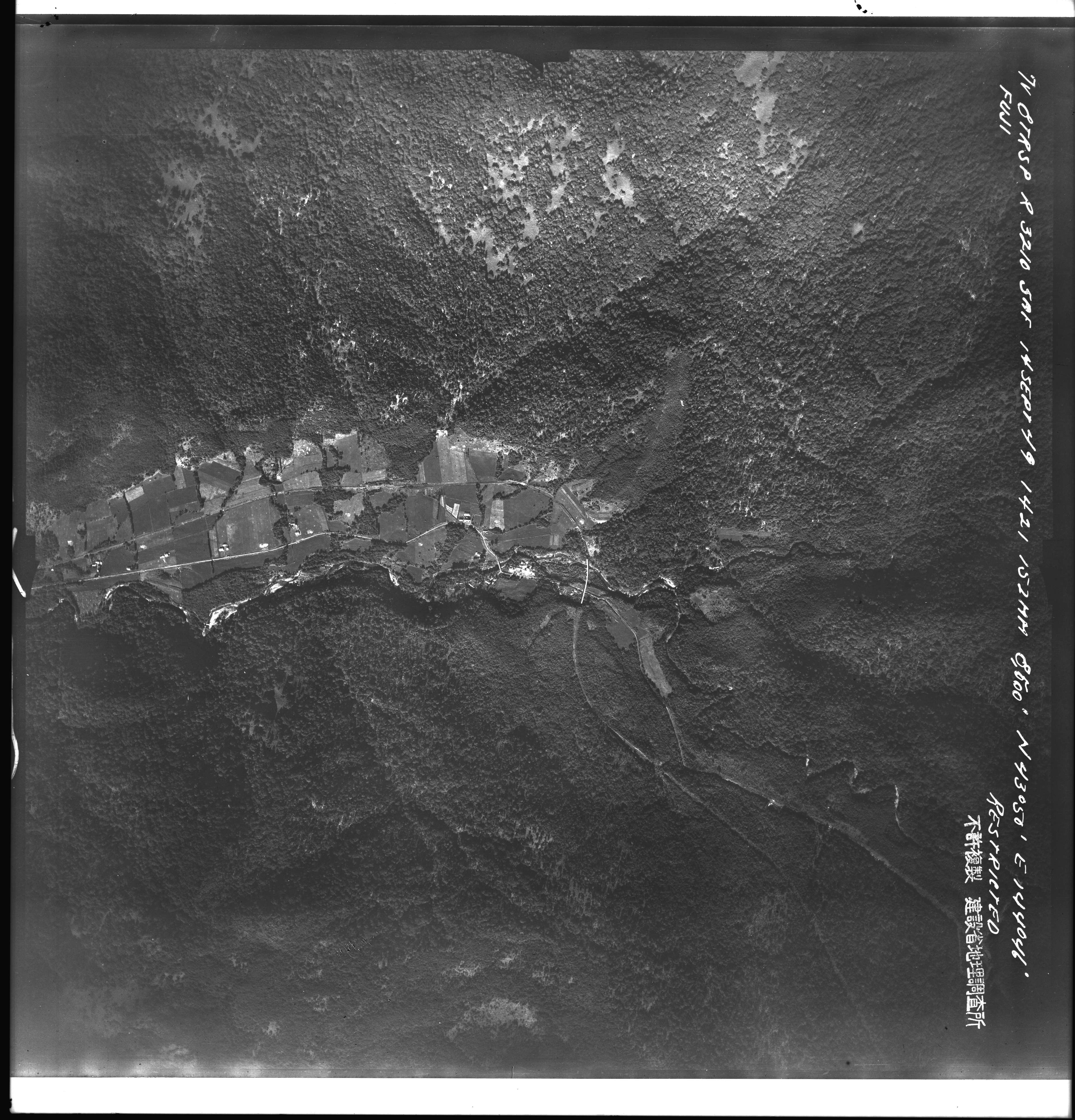
米軍により1949年9月14日に撮影された越川橋梁の空中写真

越川橋梁（こしかわきょうりょう）は、北海道斜里郡斜里町にあるコンクリート製の鉄道橋である。正式名称は第一幾品川橋梁（だいいちいくしながわきょうりょう）であるが、通称としての「越川橋梁」の方で呼ばれることが多く、登録有形文化財の登録にあたっても通称名が採用されている。

## 歴史
1939年（昭和14年）、越川駅 - 上越川駅間の国有鉄道根北線の橋梁として建設が開始される。周囲数 km四方に民家すらない北海道の山間奥地に作られた、全長147 m、最大地上高21.6 m、軌道の勾配25パーミルの10連コンクリートアーチ橋である。戦時体制下の鋼材不足のため、鉄筋は使用されていない。鉄筋の代わりに竹が使われたという（竹筋コンクリート）説もある。1940年（昭和15年）に完成したが、多くのタコ部屋労働者が使役され、11人が命を落とした。
1941年（昭和16年）には太平洋戦争の影響による物資欠乏のため、根北線の建設は中断される。越川橋梁はほぼ完成した状況にあったが、戦後になっても根北線の越川駅より根室標津方が開通することのないまま、1970年（昭和45年）12月1日に根北線（斜里 ‐ 越川間）自体が廃止され、結果として一度も使用されることはなかった。
橋梁は国鉄札幌工事局から日本鉄道建設公団札幌支社に引き継がれたが、根北線廃止後、撤去について同支社では「根北線を廃止したのは国鉄の内部事情。鉄道建設審議会で根北線はまだ“工事線”になっているので、公団として手をつけることはできない」と話していた。なお、1987年（昭和62年）4月1日に鉄道敷設法が廃止されたことに伴い、計画は正式に消滅した。
1973年（昭和48年）、旧根北線のルートと並行する国道244号の拡張工事の際、支障する橋脚2本が撤去されたが、それ以外の部分は現存している。1998年（平成10年）に国の登録有形文化財に登録された。